# Mickey Blake
Mickey Joseph Blake (né le 31 octobre 1912 à Barriefield au Canada — mort le 23 juin 2000) est un joueur professionnel canadien de hockey sur glace qui évoluait au poste d'ailier gauche,.

## Biographie
Après une saison amateur avec les Frontenacs de Kingston, Blake commence sa carrière professionnelle en 1932 dans la Ligue internationale de hockey avec les Bulldogs de Windsor. Il ne joue que dix matchs dans la Ligue nationale de hockey. En 1936, il est élu dans la deuxième équipe d'étoiles de la Ligue internationale de hockey. Il remporte la coupe Calder en 1937 avec les Stars de Syracuse puis à nouveau en 1939 avec les Barons de Cleveland. Il prend sa retraite professionnelle en 1942 et joue une dernière saison amateur avec le club de ses débuts, les Frontenacs de Kingston.

## Statistiques
Pour les significations des abréviations, voir Statistiques du hockey sur glace.
| Saison            | Équipe                 | Ligue             |     | Saison régulière | Saison régulière | Saison régulière | Saison régulière | Saison régulière |   | Séries éliminatoires | Séries éliminatoires | Séries éliminatoires | Séries éliminatoires | Séries éliminatoires |
| Saison            | Équipe                 | Ligue             | PJ  | B                | A                | Pts              | Pun              | PJ               | B | A                    | Pts                  | Pun                  |                      |                      |
| 1931-1932         | Frontenacs de Kingston | OHA-Sr.           |     |                  |                  |                  |                  |                  |   |                      |                      |                      |                      |                      |
| 1932-1933         | Bulldogs de Windsor    | LIH               | 38  | 3                | 2                | 5                | 26               | 6                | 2 | 0                    | 2                    | 6                    |                      |                      |
| 1932-1933         | Maroons de Montréal    | LNH               | 1   | 0                | 0                | 0                | 0                |                  |   |                      |                      |                      |                      |                      |
| 1933-1934         | Castors de Québec      | Can-Am            | 40  | 6                | 3                | 9                | 36               |                  |   |                      |                      |                      |                      |                      |
| 1934-1935         | Eagles de Saint-Louis  | LNH               | 8   | 1                | 1                | 2                | 2                |                  |   |                      |                      |                      |                      |                      |
| 1934-1935         | Olympics de Détroit    | LIH               | 25  | 0                | 0                | 0                | 26               | 5                | 1 | 0                    | 1                    | 0                    |                      |                      |
| 1935-1936         | Maple Leafs de Toronto | LNH               | 1   | 0                | 0                | 0                | 2                |                  |   |                      |                      |                      |                      |                      |
| 1935-1936         | Stars de Syracuse      | LIH               | 43  | 17               | 17               | 34               | 27               | 3                | 0 | 0                    | 0                    | 0                    |                      |                      |
| 1936-1937         | Stars de Syracuse      | IAHL              | 50  | 9                | 17               | 26               | 20               | 9                | 1 | 2                    | 3                    | 2                    |                      |                      |
| 1937-1938         | Stars de Syracuse      | IAHL              | 25  | 2                | 4                | 6                | 14               | 8                | 0 | 0                    | 0                    | 2                    |                      |                      |
| 1938-1939         | Barons de Cleveland    | IAHL              | 47  | 7                | 12               | 19               | 20               | 8                | 0 | 0                    | 0                    | 0                    |                      |                      |
| 1939-1940         | Hornets de Pittsburgh  | IAHL              | 55  | 3                | 11               | 14               | 26               | 9                | 0 | 0                    | 0                    | 6                    |                      |                      |
| 1940-1941         | Hornets de Pittsburgh  | LAH               | 56  | 18               | 14               | 32               | 28               | 6                | 0 | 2                    | 2                    | 0                    |                      |                      |
| 1941-1942         | Hornets de Pittsburgh  | LAH               | 48  | 9                | 11               | 20               | 14               |                  |   |                      |                      |                      |                      |                      |
| 1942-1943         | Frontenacs de Kingston | OHA-Sr.           | 16  | 6                | 3                | 9                | 2                | 4                | 1 | 0                    | 1                    | 2                    |                      |                      |
| Totaux LIH        | Totaux LIH             | Totaux LIH        | 106 | 20               | 19               | 39               | 79               | 14               | 3 | 0                    | 3                    | 6                    |                      |                      |
| Totaux IAHL / LAH | Totaux IAHL / LAH      | Totaux IAHL / LAH | 281 | 48               | 69               | 117              | 122              | 40               | 1 | 4                    | 5                    | 10                   |                      |                      |
| Totaux LNH        | Totaux LNH             | Totaux LNH        | 10  | 1                | 1                | 2                | 4                |                  |   |                      |                      |                      |                      |                      |